# Hippodrom (Hamburg)

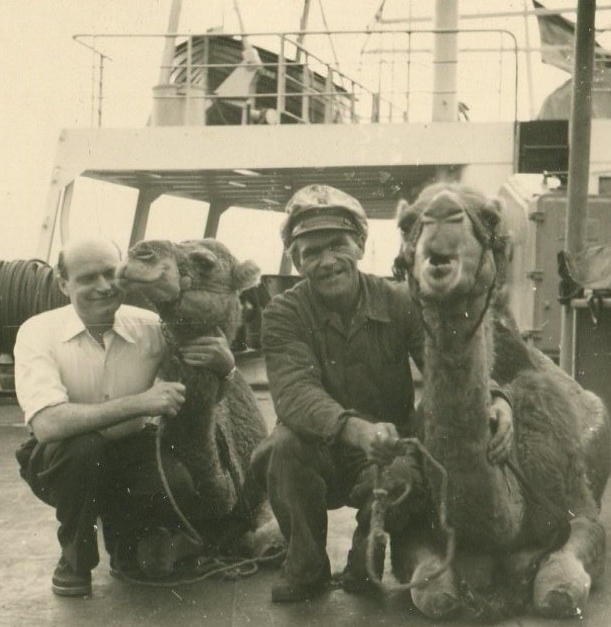
1953 holte Willi Bartels (links) eigens für Auftritte im Hippodrom Kamele aus Afrika

Das Hippodrom war ein  Vergnügungslokal in Hamburg-St. Pauli. Es befand sich auf der Großen Freiheit 10/12. Bereits vor dem Ersten Weltkrieg eröffnete Paul Becker hier „Beckers Hippodrom“, ein Lokal mit Pferdemanege und 600 Sitzplätzen. 1929 wurde es von Hermann Bartels, dem Vater von Willi Bartels gekauft.
Bekanntheit erlangte das Lokal durch den Spielfilm Große Freiheit Nr. 7 aus dem Jahre 1944 mit Hans Albers, der dort als alternder Stimmungssänger auftrat, und Ilse Werner.
Im Jahre 1944 wurde das Gebäude durch alliierte Luftangriffe vollkommen zerstört. 1945 öffnete es wieder seine Türen. Im Jahre 1948 kaufte der deutsche Unternehmer Willi Bartels (1914 – 2007) das Grundstück. Zu Beginn der 70er Jahre schloss das Hippodrom.
Ein weiteres Hippodrom befand sich an der Reeperbahn 136 und wurde 1960 zum Top Ten Club umgebaut. 
Ein drittes Hippodrom gab es zwischen 1909 und 1919 in der Großen Freiheit Nr. 58, dem heutigen Gruenspan.